# Любомир Грънчаров
Любомир Николов Грънчаров е български офицер, полковник.

## Биография
Роден е на 13 март 1896 година в Дупница. През 1919 година завършва Военното училище. От 11 септември 1943 година е командир на петдесет и втори пехотен моравски полк, част от четиринадесета пехотна вардарска дивизия. Уволнен е през 1944 година.

## Военни звания
- Подпоручик (1919)
- Поручик (30 януари 1923)
- Капитан (15 юни 1928)
- Майор (6 май 1935)
- Подполковник (6 май 1940)
- Полковник (14 септември 1943)